# NEOMA Business School
A NEOMA Business School é uma escola de comércio francesa com campus em Paris, Ruão e Reims. Foi fundada em 2013, após a fusão da Reims Management School (fundada em 1928) e da Rouen Business School (fundada em 1871). A escola oferece uma ampla gama de programas educacionais cobrindo todos os campos da gestão, como bacharelado, mestrado em gestão, programas de MBA e EMBA, programas especializados de mestrado, doutorado em gestão e várias ofertas de educação executiva. 
A NEOMA BS é constantemente avaliada pelo Financial Times, The Economist e pela Challenges, revista econômica francesa, como uma das melhores escolas de negócios da Europa continental e uma das principais escolas de negócios do mundo. A escola também é classificada em duas categorias do prestigioso Ranking de Xangai de 2018 a 2020.
A NEOMA faz parte da Conférence des Grandes écoles e é uma das únicas 1% das escolas de negócios do mundo com a acreditação tripla das três organizações internacionais de acreditação, AMBA, EQUIS e AACSB. Seu corpo discente é composto por 9.500 alunos, 25% dos quais vêm de origens internacionais. Os alunos estudam em três diferentes campi em Reims, Rouen e Paris e sua rede de ex-alunos fundida é uma das redes de ex-alunos líderes na França, com 72.000 graduados.

## Programas
A NEOMA Business School possui um grande portfólio de programas, de bacharelado a educação executiva:
- Mestrado em Gestão (Master in Management), de 2 a 3 anos
- Programas especializados: TEMA (inovação e digital), 5 anos de bacharelado
- Programas internacionais e multiculturais: CESEM, bacharelado de International Business Management, de 4 anos
- Programas com forte foco corporativo: Graduação Global BBA, bacharelado de 4 anos
- Programas avançados: Mestrado ou Mestrado Avançado em Ciências, em tempo integral ou em bloco, ministrado em francês ou inglês 4 a 5 anos de bacharelado
- Educação executiva:  MBA Executivo Global e uma oferta adaptável para empresas e executivos em atividade
- Escola de doutorado: DBA e PhD em Administração

A pedagogia empreendedora e inovadora tem um foco central nos cursos da escola, utilizando o método de [[Aprendizagem baseada em problemas]]. A escola é pioneira no uso de realidade virtual imersiva em seus cursos de gestão. A faculdade conta com 185 professores permanentes, 60% dos quais com experiência internacional, possuem experiência para cobrir todos os campos da gestão empresarial. Suas pesquisas são utilizadas nos cursos e são o trampolim para os debates científicos na escola. Sete áreas de especialização respondem aos desafios e preocupações das empresas em um contexto de transformação: Fintech & Cryptofinance, Mobilidade, Empreendedorismo, Europa-Ásia, Auditoria e Consultoria, Liderança e Indústria de Luxo.
Com uma incubadora em cada campus e duas aceleradoras especializadas (Mobilidade em Rouen e EdTech em Reims), a NEOMA possui 100 start-ups lançadas desde 2011 a seu crédito, mais 50 projetos em incubação e mais de 200 projetos em pré-incubação por ano. Há um ativo ambiente de associação estudantil, com 88 associações estudantis, um evento anual para conhecer startups, exercícios reais de criação de startups nos campi e programas específicos na França e no exterior completam o compromisso da escola com seu espírito de empreendedorismo e inovação.

## Internacional
A escola proporciona uma exposição multicultural em seus campi, e suas grades curriculares incluem períodos de imersão cultural por meio de intercâmbios de alunos em suas 335 escolas parceiras e em empresas no exterior, além da possibilidade de dupla graduação em certos programas.
A NEOMA Business School, após ter sido especificamente selecionada pelo Hanban, lançou em 2014 o primeiro Instituto Confúcio de Negócios da França e o sétimo no mundo. Outros Confucius Institutes for Business estão notavelmente presentes na London School of Economics e na New York State University. A NEOMA Business School, que recebe anualmente 300 estudantes chineses, tem muitos parceiros acadêmicos chineses, entre os quais a Universidade Renmin, a Universidade de Economia e Negócios Internacionais de Pequim, a Universidade de Nankai e a Universidade de Wuhan. A NEOMA BS afirmou que o instituto atuará como uma plataforma dedicada à otimização das relações econômicas entre a China e a França, fornecendo soluções e ajudando empresas locais a desenvolverem seus negócios na China. Laurent Fabius, para formar o Ministro das Relações Exteriores da França, inaugurou o evento. No mesmo ano, a NEOMA Business School abriu um programa de Doutorado em Administração de Empresas em Xangai.

## Rankings
Entre 2018 e 2020, a escola subiu quatro posições, em média, no ranking nacional da França. Em 2020, ficou em 6º lugar no ranking das escolas de negócios da Challenges . Similarmente, no mesmo período, o ranking European Business School Rankings 2020 da Financial Times classificou a NEOMA Business School como a 39ᵃ melhor escola de negócios na Europa, representando um aumento de onze posições relativo ao ano anterior. 
Masters in Management

O ranking da Financial Times  posicionou a NEOMA Business School de 41º em 2018 para o 28º melhor do mundo em 2020. Já o The Economist posicionou o programa de mestrado da escola em 19º melhor em seu ranking mundial. 
Masters in Finance

Em 2020, o ranking da Financial Times  classificou o mestrado em finanças da NEOMA Business School como o 21º melhor do mundo, representando um incremento de quatro posições em dois anos.

## Galeria

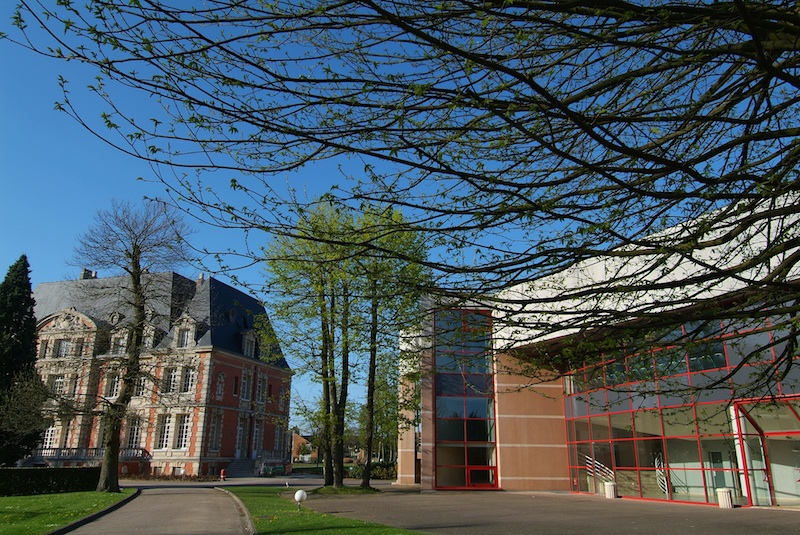
O campus de Rouen, com sua arquitetura histórica
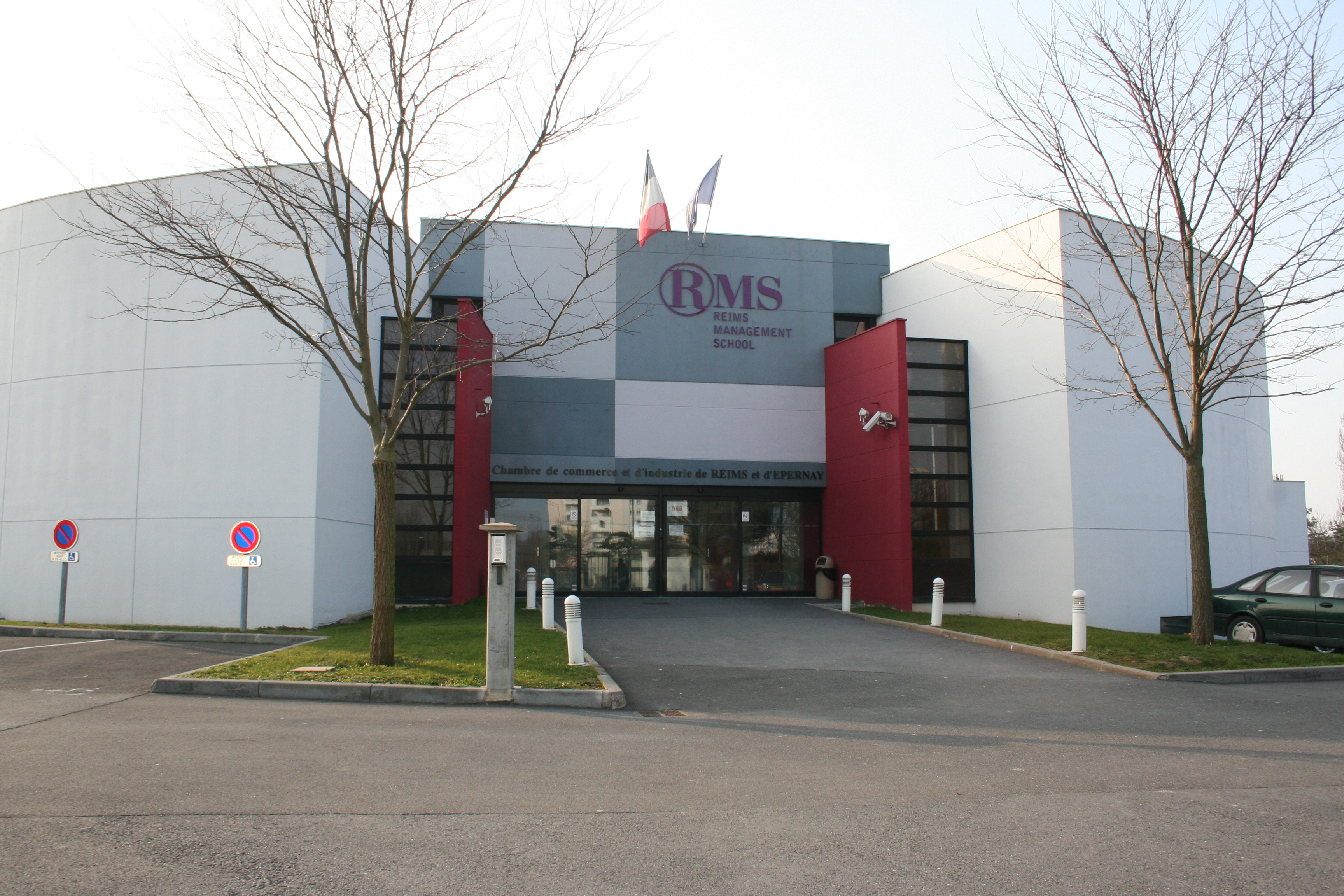
Prédio principal do campus de Reims
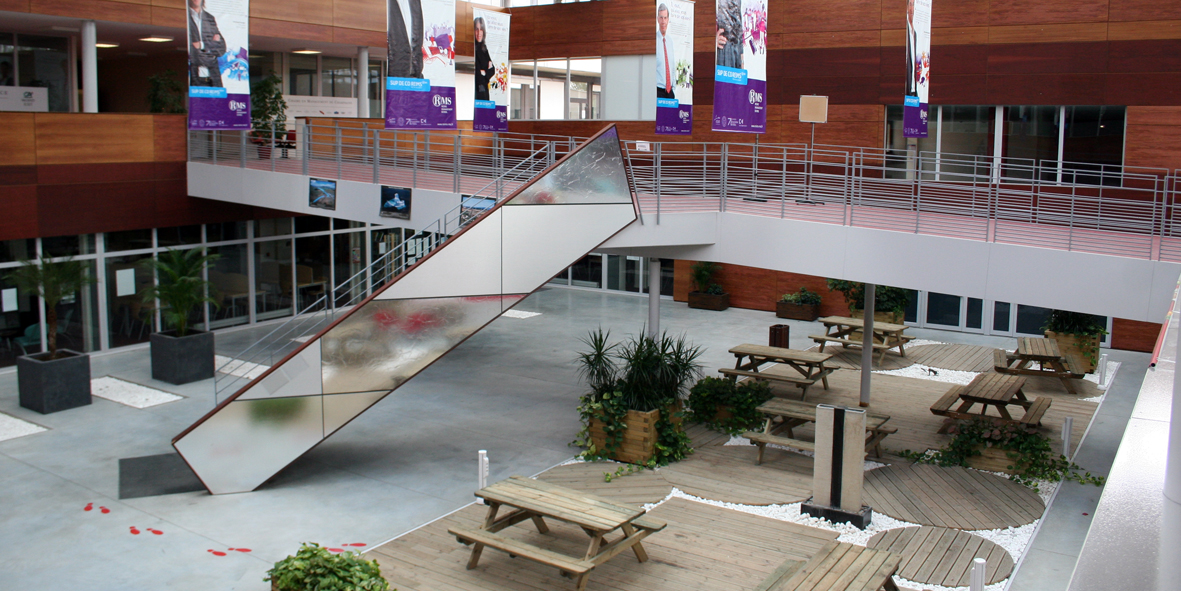
Dentro de um dos prédios do campus de Reims